# Taxeotis philodora
Taxeotis philodora är en fjärilsart som beskrevs av Edward Meyrick 1890. Taxeotis philodora ingår i släktet Taxeotis och familjen mätare. Inga underarter finns listade i Catalogue of Life.